# Government House (Sydney)
Pour les articles homonymes, voir Government House.
La Government House est la résidence officielle du gouverneur de Nouvelle-Galles du Sud, en Australie, située sur Conservatorium Road dans le quartier central des affaires de Sydney, à côté des jardins botaniques royaux, surplombant le port de Sydney et juste au sud de l'opéra.
Construite entre 1837 et 1843, la propriété est la résidence du gouverneur depuis Sir George Gipps, à partir de 1845, à l'exception de deux brèves périodes : la première entre 1901 et 1914, lorsque la propriété est louée au Commonwealth d'Australie comme résidence du gouverneur général d'Australie, puis la seconde de 1996 à 2011, lorsqu'elle est simplement un lieu de réception.
La propriété est restituée comme résidence du gouverneur fin 2011. Elle est gérée par le Historic Houses Trust de la Nouvelle-Galles du Sud de mars 1996 à décembre 2013. Achevé en 1847 et construit dans le style néogothique, le bâtiment est inscrit au registre du patrimoine de l'État de Nouvelle-Galles du Sud fin 2011.

## Histoire
En 1835, le gouvernement britannique convient qu'une nouvelle maison du gouvernement à Sydney est une nécessité et l'architecte royal Edward Blore est chargé d'élaborer des plans. La construction commence en 1837 et est supervisée par l'architecte colonial Mortimer Lewis et le colonel Barney des Royal Engineers. La pierre, le cèdre et le marbre utilisés pour la construction proviennent de diverses régions de la Nouvelle-Galles du Sud. Un bal en l'honneur de l'anniversaire de la reine Victoria a lieu dans le nouveau bâtiment en 1843, mais la construction n'était pas terminée. Le premier résident, le gouverneur George Gipps, n'emménage qu'en 1845.

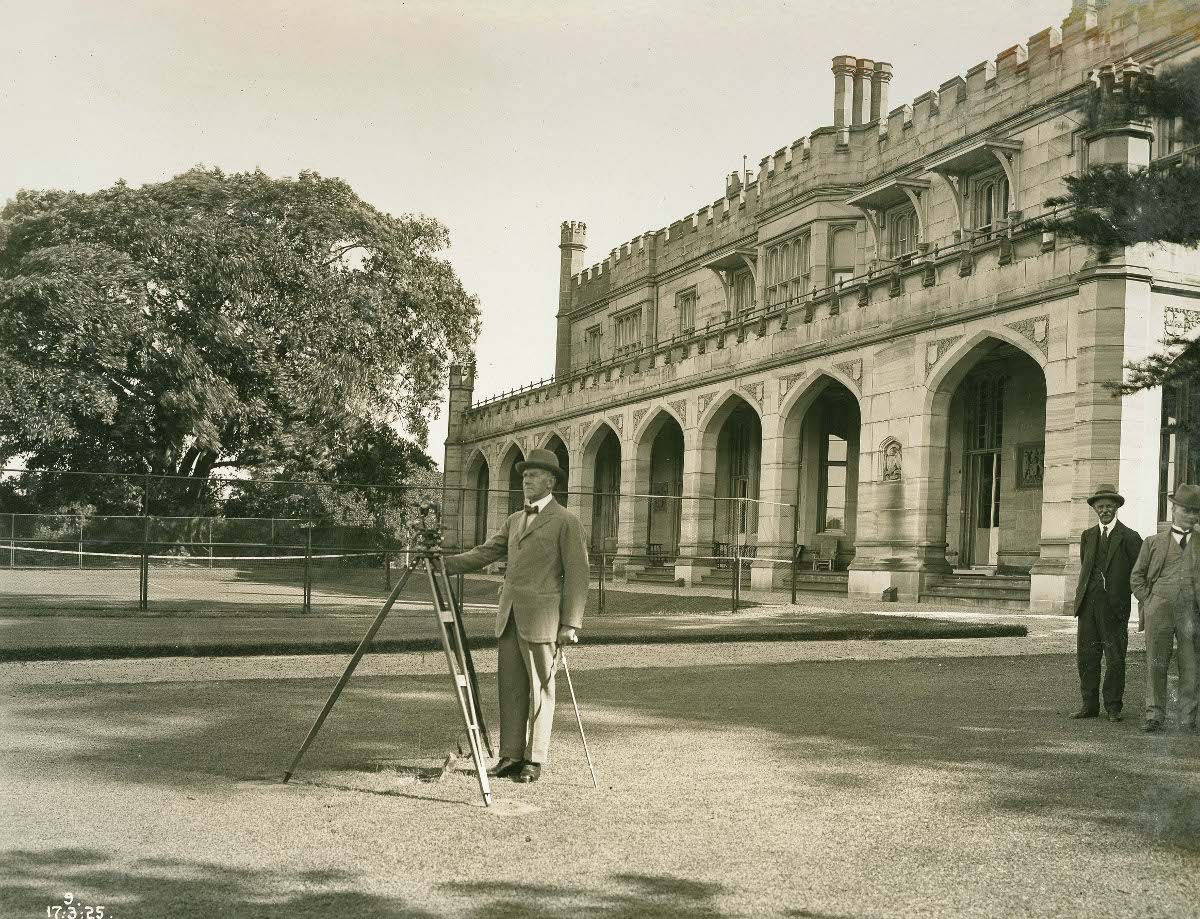
Le gouverneur Sir Dudley de Chair (1924-1930) à l'extérieur de Government House, 17 mars 1925.

### Édifice
Government House est un bâtiment de deux étages de style néogothique avec des créneaux, des tourelles, des intérieurs détaillés, de vastes caves et une porte cochère à l'entrée. Un cloître ouvert sur l'élévation est forme une véranda qui est soutenue par des arcs gothiques et forme un balcon ouvert au-dessus. Le rez-de-chaussée contient douze pièces et le premier étage contient treize chambres. Il est construit en pierre avec un toit en ardoise, des planchers en bois, des menuiseries en cèdre non peintes et une véranda aux dalles de pierre. Il y a de nombreux bureaux et quartiers du personnel.  

## Inscription au registre du patrimoine
Government House est inscrit au registre du patrimoine de l'État de Nouvelle-Galles du Sud le 13 décembre 2011 après avoir satisfait aux critères suivants :    
L'endroit est important pour démontrer le cours de l'histoire culturelle ou naturelle de la Nouvelle-Galles du Sud.
L'endroit a une association forte ou spéciale avec une personne, ou un groupe de personnes, d'importance de l'histoire culturelle ou naturelle de l'histoire de la Nouvelle-Galles du Sud.
L'endroit est important pour démontrer les caractéristiques esthétiques et / ou un haut degré de réalisation créative ou technique en Nouvelle-Galles du Sud. 
L'endroit a une association forte ou spéciale avec une communauté ou un groupe culturel particulier en Nouvelle-Galles du Sud pour des raisons sociales, culturelles ou spirituelles. 
L'endroit a le potentiel de fournir des informations qui contribueront à une compréhension de l'histoire culturelle ou naturelle de la Nouvelle-Galles du Sud. 
L'endroit possède des aspects rares ou menacés de l'histoire culturelle ou naturelle de la Nouvelle-Galles du Sud.

## Galerie

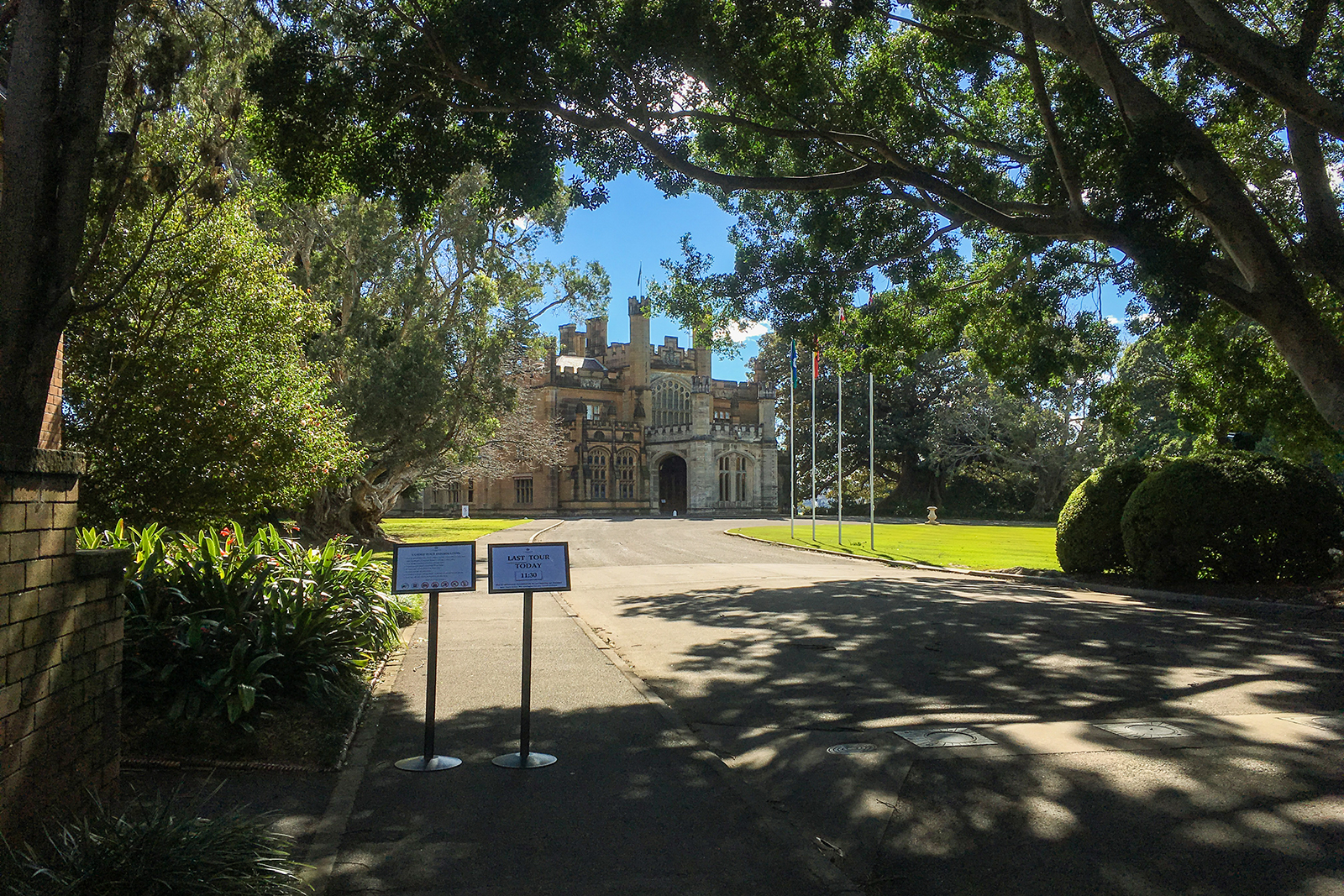
Passerelle et entrée en voiture à Government House, Sydney.
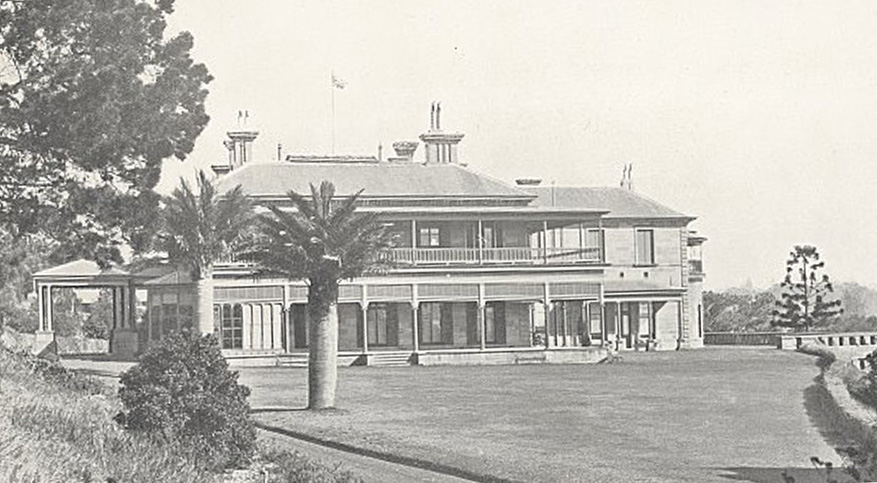
Cranbrook, Bellevue Hill, 1917.
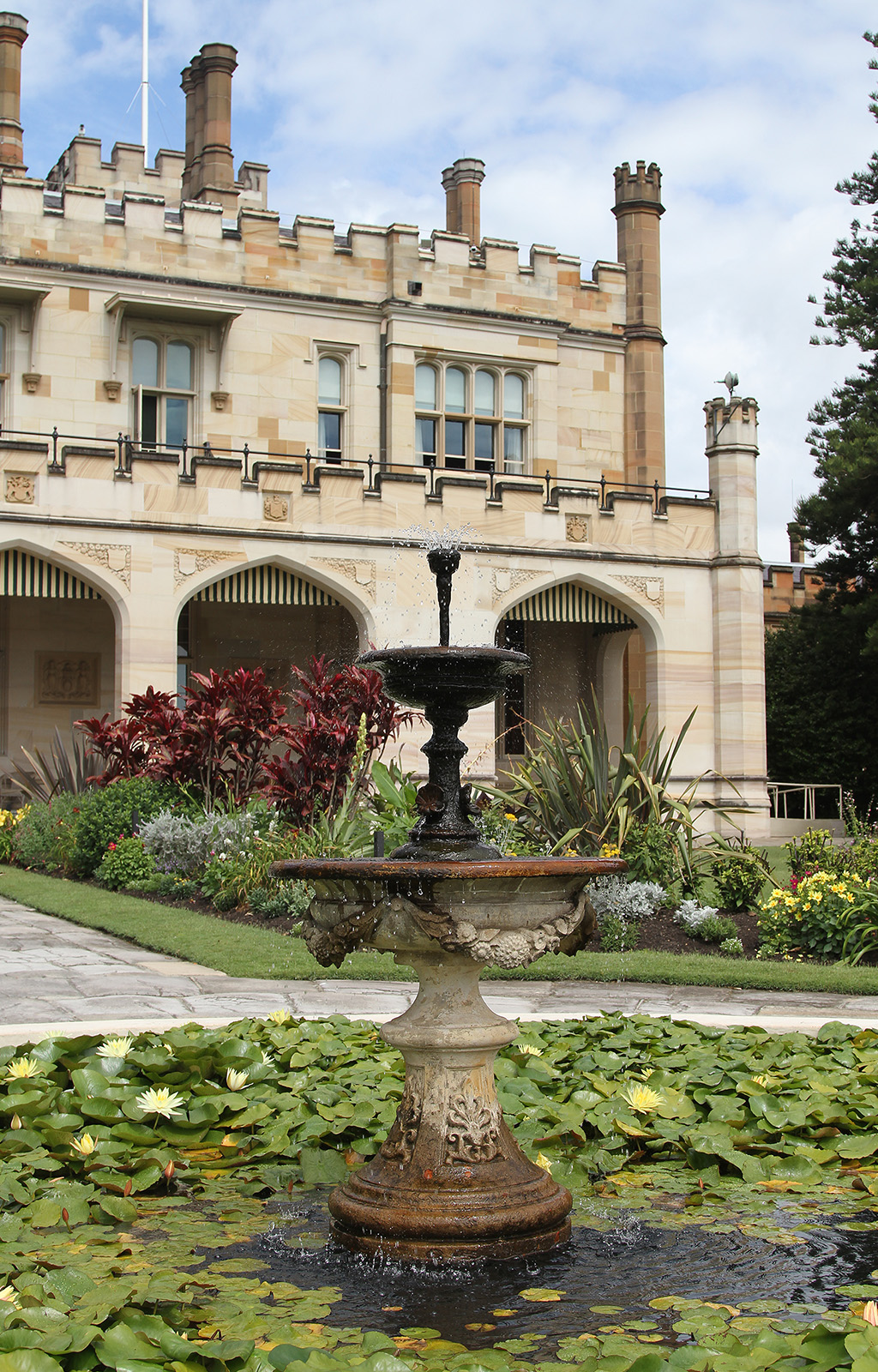
Fontaine d'eau dans les jardins à la française sur le côté est de Government House.
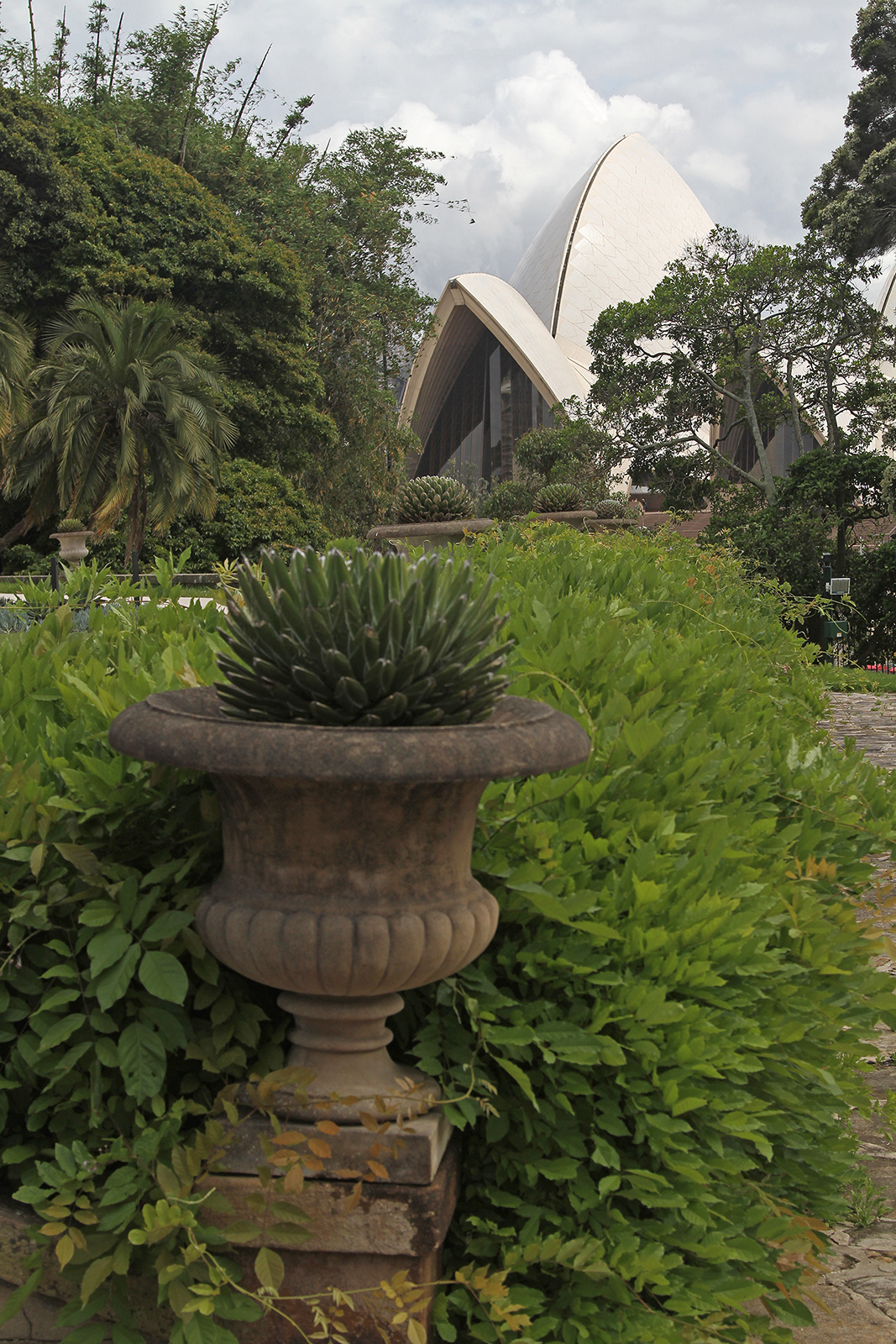
Jardins à la française sur le côté est de la maison, avec vue sur l'opéra de Sydney.